# 成本效用分析
成本效用分析 (英語：Cost–utility analysis，縮寫作CUA) 是一種用於指導採購決策的財務分析形式。
這種分析最常見和最著名的應用是藥物經濟學，尤其是衛生技術評估 (英語：health technology assessment，縮寫作HTA)。

## 醫學臨床應用
成本效用分析，在效益的比較進一步比較其臨床效果及生活品質方面的結果，通常以品質調整生命年數（英語：Quality Adjusted Life Years，縮寫作QALY）作其分析比較基準。

## 外部連結
- 醫療科技評估成本效益分析方法學指引 （页面存档备份，存于） — 財團法人醫藥品查驗中心
- 經濟評估在醫院感染管制 （页面存档备份，存于） — 衛生福利部疾病管制署
- 成本效用分析 - 政府研究資訊系統GRB （页面存档备份，存于）